# Truco de las réplicas
En física estadística, el truco de las réplicas (replica trick) es una técnica matemática, que utiliza la Zustandsumme o Función de Partición para estudiar sistemas con desorden templado (quenched disorder), basado en la identidad siguiente
{\displaystyle \lim _{n\to 0}{Z^{n}-1 \over n}=\ln(Z)}
- Datos: Q503658